# النقل العام في إيل دو فرانس
النقل العام في إيل دو فرانس متكون أساسا من المترو، العربات الأوتوماتيكية الخفيفة، الشبكة الجهوية السريعة، قطار الضواحي، الترامواي، ترام قطار، الحافلات، قطار جبلي مائل وقارب حافلة في منطقة إيل دو فرانس، ويتم إدارتهم من قبل نقابة النقل في إيل دو فرانس، الهيئة المنظمة للنقل والمواصلات في المنطقة. 

تنقل هذه المواصلات حوالي 8.3 مليون مسافر يوميا. أغلب وسائل النقل والخطوط ترتبط بالعاصمة باريس التي هي في حد ذاتها عاصمة منطقة إيل دو فرانس.

## التاريخ

### من العربات إلى الترامواي في تسعينات القرن 19

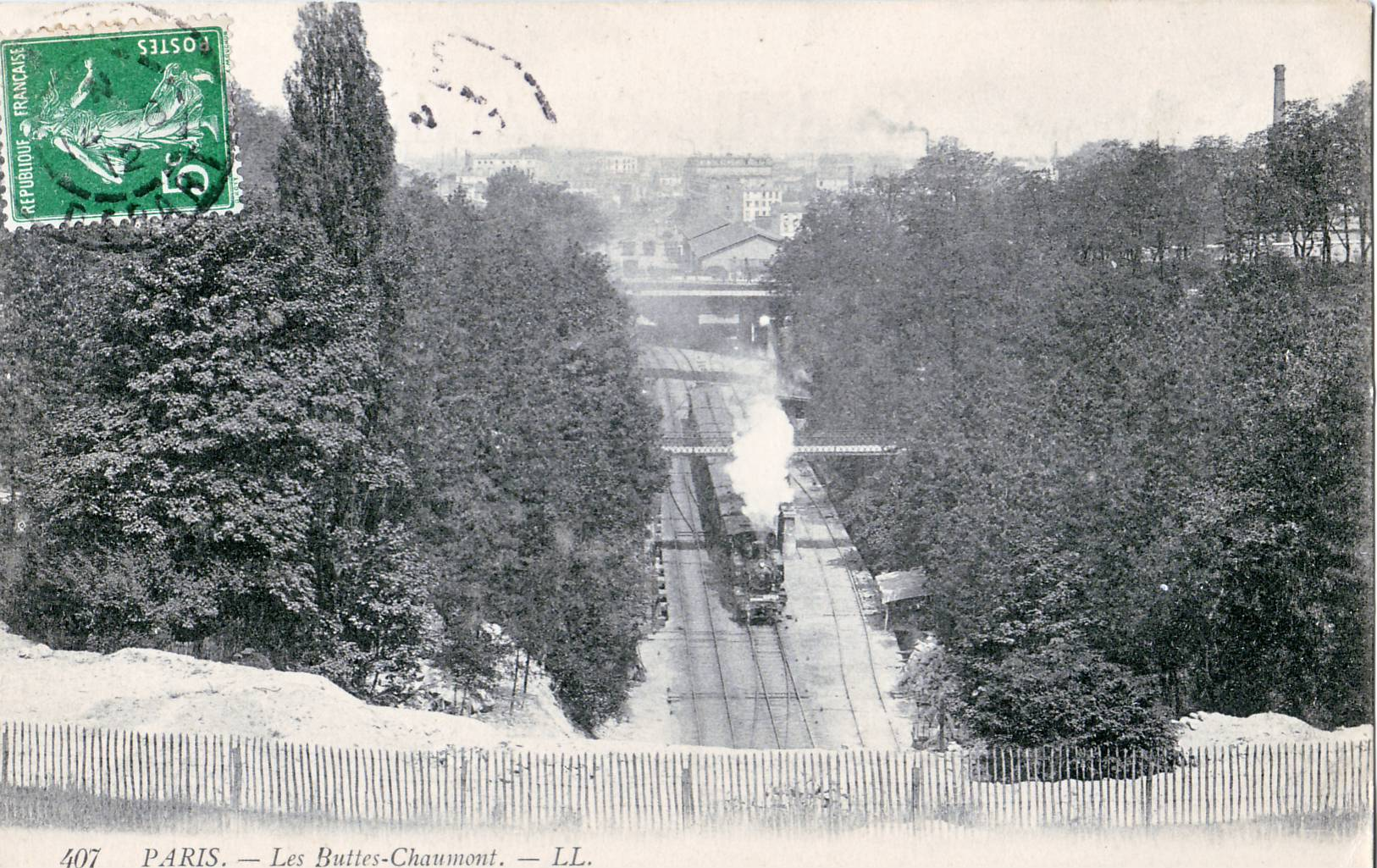
خط الحزام الصغير سنة 1912.

أولى وسائل النقل العام في باريس كانت العربات الجماعية أو Omnibus، وهي عربات تجرها الخيول منذ سنة 1828. في سنة 1855 ظهر أول ترامواي تجره الخيول، ثم في سنة 1880 بدأ الترامواي يعمل بالهواء المضغوط، قبل أن يبدأ في تطوره شيئا فشيئا حتى سنة 1892 أين ظهر أول ترامواي كهربائي.

أول خط حديدي في المنطقة وضع سنة 1837 بين باريس ولو باك. السنوات اللاحقة شهدت عمليات بناء محطات القطارات الباريسية.

مشروع بناء شبكة نقل محلية شهدت نقاش واسع وطويل في النصف الثاني من القرن التاسع عشر. أول مبادرة محدودة جائت بافتتاح خط الحزام الصغير سنة 1875. عمليات بناء شبكة المترو الحالي مترو باريس، لم تقرر إلا في سنة 1896، وأول خط افتتح في 1900 بين بورت دو فانسن وبورت مايو واللذان يمثلان اليوم الخطين 1 و2.

ابتداء من السنوات 1930، تم تغيير التروامواي تدريجيا بالحافلات. اختفوا تماما في السنوات 1950.

شهدت السنوات 1960 توسعا سريعا للعاسمة باريس، وتم أنذاك في خطة لربط الضواحي بالعاصمة بإنشاء الشبكة الجهوية السريعة في إيل دو فرانس وتطوير خطوط المترو في الضواحي القريبة.

اليوم أصبحت الضواحي القريبة والبعيدة تخدم نفسها باستعمال الترامواي في عدة خطوط جديدة منذ 1992.

### التجربة النهرية

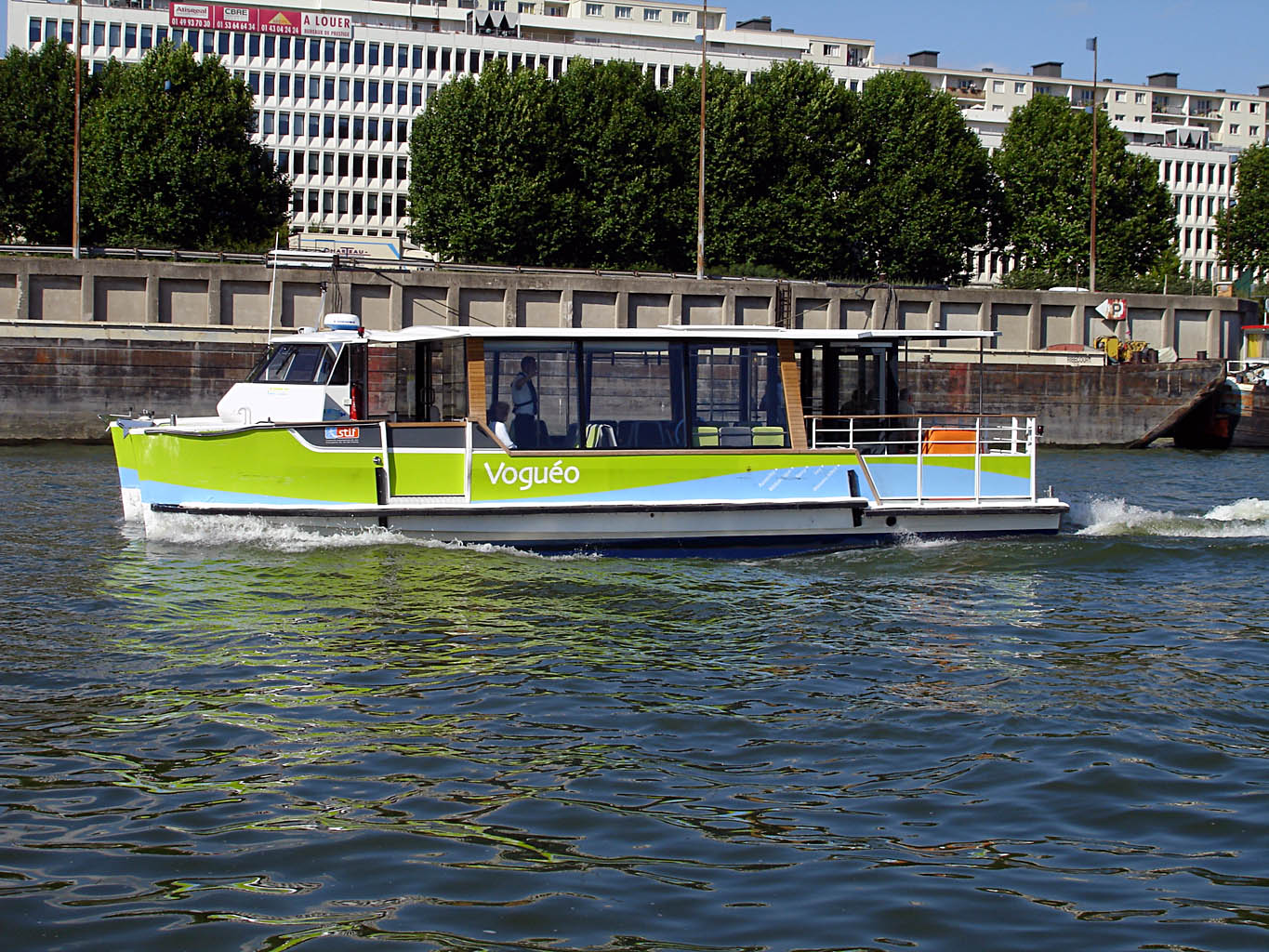
قارب لشبكة فوغيو سنة 2008.

في سنة 2007، أطلقت نقابة النقل في إيل دو فرانس مشروع الحافلة المائية أو قارب حافلة المسمى فوغيو على نهر السين. تربط هذه الحافلة النهرية محطة باريس أوسترليتز في باريس بالمدرسة البيطرية ميزون ألفور. تم افتتاح الحافلة المائية سنة 2008، وقرر في 2010 بتمديد خطوطها وزيادتهم، ولكن بسبب مشاكل في التمويل، تم إغلاق الحافلة في 2013.

## الهيئة المنظمة

شعار شركة نقابة النقل في إيل دو فرانس.

نقابة النقل في إيل دو فرانس هي الجهة المنظمة والمنسقة والممولة للنقل العام للمسافرين في منطقة إيل دو فرانس. ومن جهة أخرى فهي تضع شروط الاستغلال وتحدد الأسعار وتضع التذاكر ومختلف أنواع الاشتراكات. إلى جانب أنها توفر ظروف التنقل الملائمة ووسائل الراحة مع الشركات المعنية.

## الشبكة الحالية

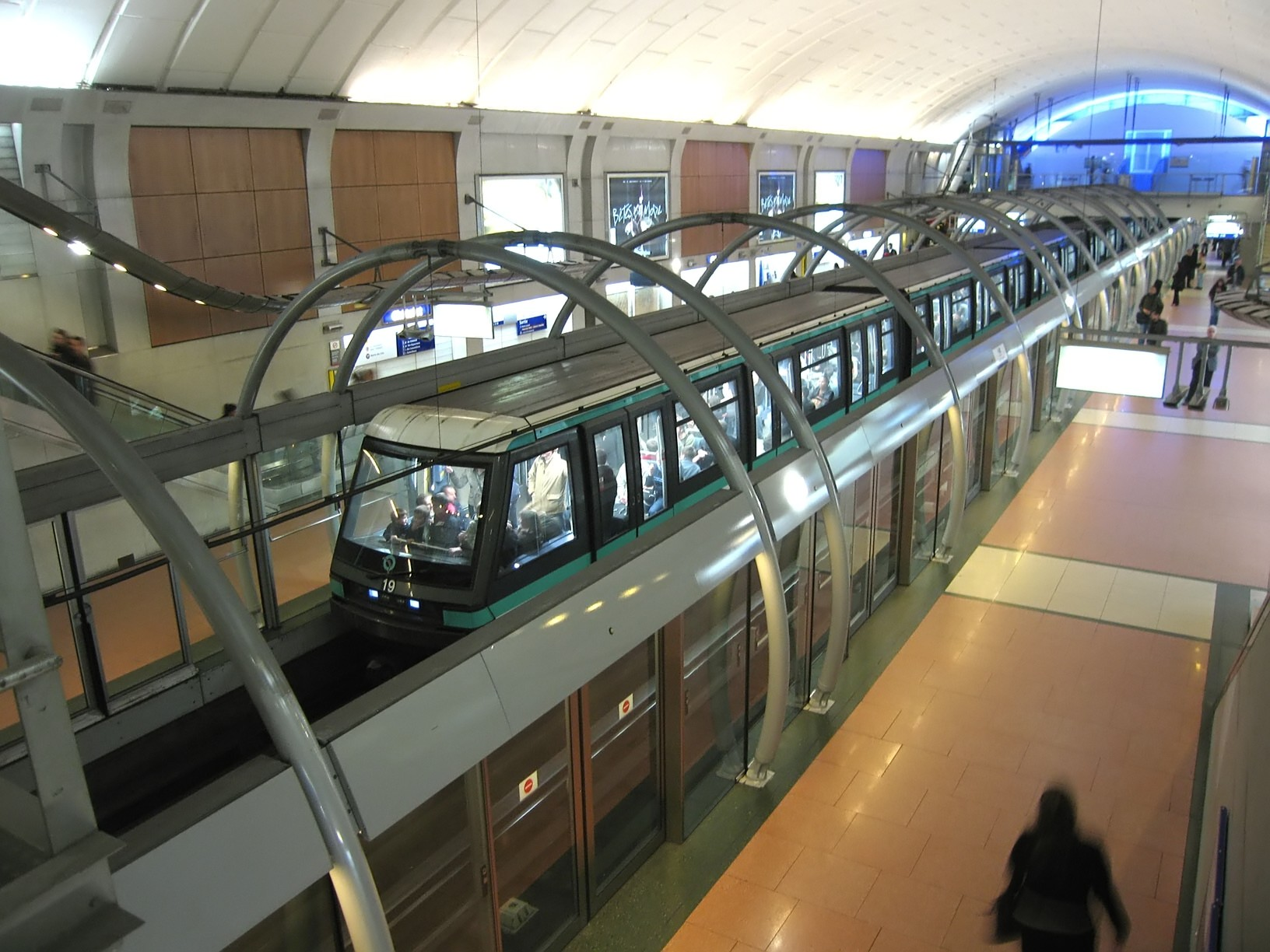
محطة شاتليه من الخط 14.

وسائل النقل العامة في باريس وضواحيها تقدم أنواع عديدة من المواصلات المميزة. باريس وضواحيها القريبة تخدمها شبكة مترو باريس أين تكون المحطات قريبة جدا من بعضها. ثم الضواحي البعيدة نسبيا فتخدمها الشبكة الجهوية السريعة وترانسيليان أين يكونان مع بعضهما شبكة حديدية واسعة وكبيرة. بالإضافة إلى مئات الخطوط من الحافلات وبضع خطوط الترامواي.

مشغلي المواصلات في منطقة إيل دو فرانس يختلفون حسب وسيلة النقل، وهم:
- الهيئة الذاتية للنقل في باريس (RATP): شركة عمومية تشغل كل خطوط مترو باريس وأغلب خطوط الحافلات الداخلية في العاصمة باريس وكذلك جزء من خطي الشبكة الجهوية السريعة وهما الخط A والخط B.
- الشركة الوطنية للسكك الحديدية (SNCF): شركة عمومية وطنية، تشغل خطوط ترانسيليان وهم H وJ وK وL وN وP وR وU وكل خطوط C وD وE من الشبكة الجهوية السريعة وجزئيا الخطين A وB من نفس الشبكة.
- المنظمة المهنية للنقل في إيل دو فرانس (Optile): منظمة تجمع عشرات الشركات المشغلة لخطوط الحافلات في الضواحي البعيدة والمدن المحيطة بباريس.

| وسيلة النقل            | المشغل                | تخدم                          | المسافرين/السنة                   | عدد الخطوط        | طول الخطوط                 | المحطات                      |
| ---------------------- | --------------------- | ----------------------------- | --------------------------------- | ----------------- | -------------------------- | ---------------------------- |
| المترو                 | RATP                  | باريس والضواحي القريبة        | 350 1 مليار                       | 16                | 217                        | 303                          |
| الشبكة الجهوية السريعة | RATP SNCF             | باريس وضواحيها باريس وضواحيها | 440 مليون 614 مليون               | 2 5               | 117 488                    | 65 443                       |
| ترانسيليان             | SNCF                  | باريس وضواحيها                | 614 مليون                         | 8                 | 920                        | 443                          |
| ترامواي                | RATP SNCF             | باريس وضواحيها الضواحي        | 58 مليون 14 مليون                 | 6 1               | 80 8                       | 137 11                       |
| الحافلات               | RATP Optile Noctilien | باريس الضواحي RATP SNCF       | 350 مليون 590 مليون 250 مليون . . | 64 275 1081 31 16 | 597 685 2 032 20 033 1 206 | 313 1 402 3 070 26 033 1 206 |

## == حركة النقل والمسافرين
في 2010، سمحت وسائل النقل في إيل دو فرانس بتنقل 8.3 مليون مسافر يوميا، بنمو 21% عن سنة 2001. أكثر من ربع التنقلات (2.2 مليون) أقيمت في وسط العاصمة باريس بنمو 16% في سنة 2001، و2.9 مليون بين باريس والضواحي وأخيرا 3.2 مليون مسافر خارج باريس.

51% من التنقلات تقام بين الإقامة والعمل أو الإقامة ومقر الدراسة، وهي تقريبا نفس النسبة المسجلة سنة 2001، لكن نسبة التنقلات بين الإقامة ومراكز الترفيه والتنقلات الثانوية المرتبطة بالعمل شهدوا نموا كبيرا، الضعف في غضون عشر سنوات مقرانة بسنة 2001.

أقوى نسب الاستعمال في الصباح الباكر والمساء وهو ما يفسر الذهاب والعودة من العمل والدراسة.

## الأسعار والتمويل

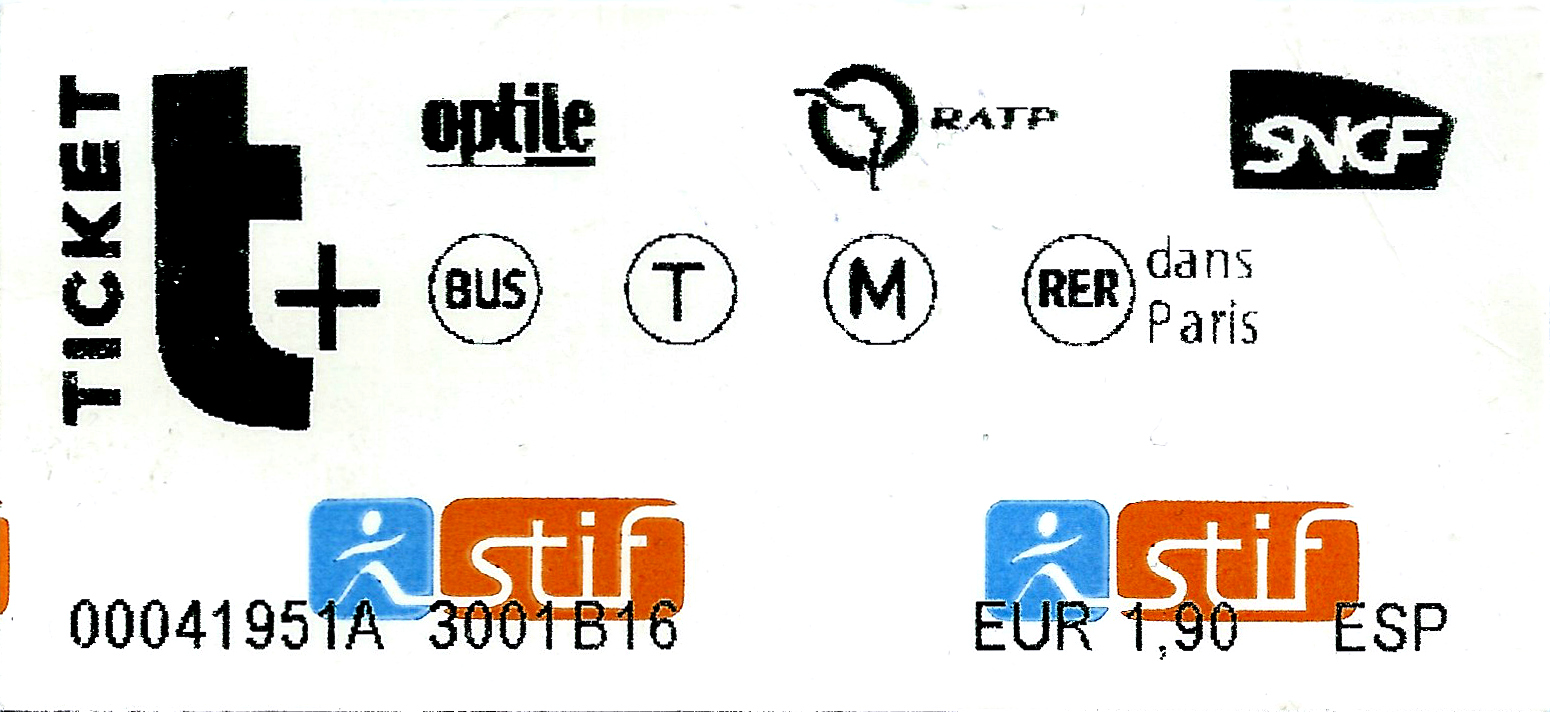
تذكرة تيكيه تي+.

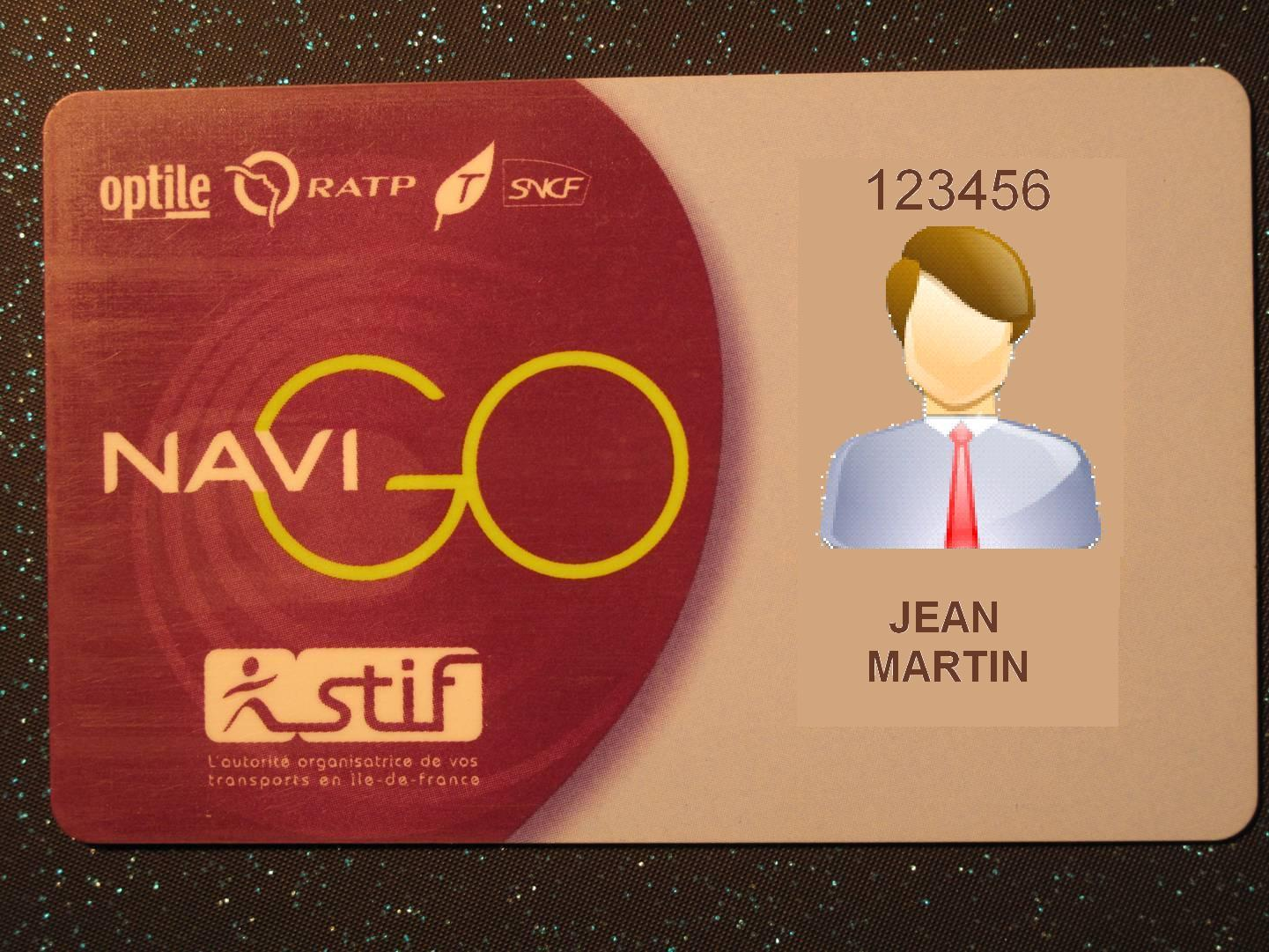
بطاقة الشريحة باس نافيغو.

النقل العام في إيل دو فرانس يتسعمل أسعار حسب المنطقة، على ورق أو بطاقة بالشريحة، بينما يتم تحديد الأسعار من قبل الهيئة المنظمة للنقل وهي نقابة النقل في إيل دو فرانس.

تذكرة تيكيه تي+ تسمح بسفرة عادية مهما كانت المسافة، مع إمكانية التغيير بين الخطوط في المترو والحافلات والترامواي بشرط ألا يتعدى مجموع وقت السفرة 1 ساعة و30 دقيقة. حافلات أورلي بوس ورواسي بوس التي تربط العاصمة بمطاري باريس أورلي وباريس شارل ديغول لهما تسعيرة مغايرة لكن يمكن السفر بنفس الطريقة.

تمويل التشغيل (المعاينة، الأدوات المستعملة، الآلات السيارة، الأشخاص) يقدمهم المشغل. من جهة أخرى، عائدات التذاكر والاشتراكات أين الكمية محددة بقرار سياسي، لا تغطي التكلفة الفعلية للنقل. بقية الأومال تغيطيها الميزانية والشركات الأخرى.

## التطوير والتنمية
كل سنة المشغلين الرئيسيين للنقل في المنطقة، RATP وSNCF، يستثمرون بأكثر من مليار يورو لتطوير وصيانة شبكة النقل.
في 2014، استثمرت RATP أكثر من 1.6 مليار يورو في باريس.

## مقالات ذات صلة
- الهيئة الذاتية للنقل في باريس
- نقابة النقل في إيل دو فرانس

## روابط خارجية
(fr) الموقع الرسمي لنقابة النقل في إيل دو فرانس